# Kalininskij rajon (Territorio di Krasnodar)
Il Kalininskij rajon (in russo Калининский район?) è un rajon del kraj di Krasnodar, nella Russia europea; il capoluogo è Kalininskaja. Istituito nel 1924, ricopre una superficie di 1916 chilometri quadrati.